# 菲略斯河
菲略斯河（法語：Furieuse，法語發音：[fyʁjøz] ⓘ）是法国勃艮第-弗朗什-孔泰大区汝拉省与杜省的河流，是卢河的左支流，长18.7千米，发源自蓬代里，于卢河畔雷恩流入卢河。